# 예테리 투트베리제
예테리 게오르기예브나 투트베리제(러시아어: Эте́ри Гео́ргиевна Тутбери́дзе, 1974년 2월 24일~ )는 러시아의 피겨스케이팅 선수, 지도자이다. 본명은 예테리 고기예브나 투트베리제(러시아어: Этери Гогиевна Тутберидзе)이다. 현재 모스크바를 연고로 하는 삼보 70 스케이트 클럽의 감독이다.
2022년 동계 올림픽 금메달리스트이자 2021년 세계 챔피언 안나 셰르바코바, 2022년 올림픽 은메달리스트이자 2회 주니어 세계 챔피언인 알렉산드라 트루소바, 2022년 올림픽 팀 챔피언이자 2020년 주니어 세계 챔피언 카밀라 발리예바, 2018년 올림픽 금메달리스트이자 2019년 세계 챔피언 알리나 자기토바, 2회 세계 챔피언이자 2018년 올림픽 은메달리스트인 예브게니야 메드베데바, 2014년 올림픽 단체전 금메달리스트인 율리야 리프니츠카야를 포함하여 국제 대회에서 여러 선수를 지도하여 국제 대회에서 성공했다.
딸인 다이애나 데이비스 또한 피겨스케이팅 아이스댄싱 선수로 활동하고 있다.